# Museo del Calzado El Borceguí
El Museo del Calzado El Borceguí se encuentra localizado en el Centro Histórico de la Ciudad de México en la calle de Bolívar. Creado con el objetivo de mostrar la evolución del calzado a lo largo de los años, cuenta con más de diecisiete mil piezas en las que se encuentran zapatos en tamaño real y otros en tamaño miniatura. Dentro de las diferentes secciones que hay en el museo, se expone calzado desde el siglo I de diferentes culturas existentes, hasta zapatos de nuestro siglo de diferentes celebridades como lo es Carmen Aristegui, Julio César Chávez, entre otros.

## Historia
El nacimiento de «El Borceguí» fue en la calle de Tiburcio (actualmente República de Uruguay), posteriormente se cambió al lugar en que ahora se encuentra el museo en la calle de Bolívar, pero a unos locales antes, en el número 11. En ese entonces la calle se llamaba Coliseo. Se sabe que la zapatería fue fundada en 1865 por Gabriel Chacón, quien la vendió en 1900 a Lucas Lizaur Pernaute, un empresario español radicado definitivamente en México, cuyos hijos a su vez la vendieron a la Familia Villamayor en 1986.
El Museo del Calzado es producto del ingenio del Señor José Villamayor Coto, quien lo fundó en reconocimiento de su padre, José Villamayor Castro, otro reconocido empresario de la industria del calzado. El Museo es único en el país y tiene el objetivo contar la historia de la humanidad a través del calzado.
La tradición más antigua del arte del calzado nace en 1865 en la calle República de Uruguay, en el corazón del Centro Histórico de la Ciudad de México, años más tarde se traspasa a la calle de Bolívar, donde actualmente se le conoce mundialmente como zapatería El Borceguí.
El museo abre sus puertas en el año de 1991 con el objetivo de estimular la investigación sobre el calzado y la ortopedia desde diferentes enfoques, entre ellos: antropológico, histórico, científico y artístico.
El lema publicitario de la zapatería El Borceguí es “Para una gran ciudad, una gran zapatería”.

## Descripción del museo
El Museo del Calzado El Borceguí se encuentra localizado en el Centro Histórico de la Ciudad de México en la calle de Bolívar en México. Fundado en 1991, donde se encuentra la zapatería El Borceguí, en honor a José Villamayor Castro, destacado empresario de la industria del calzado. El museo cuenta con dos mil piezas en tamaño natural y quince mil en miniatura elaboradas con materiales diversos como lo son vidrio, madera, piel, cerámica, porcelana y plástico. El objetivo del museo es narrar la historia del calzado y por eso cuenta con más de dos mil ejemplares de calzado que van desde la época de los egipcios hasta calzado de celebridades de nuestros tiempos.
El museo se encuentra dividido en cinco secciones principales: zapatos históricos, zapatos del siglo XX, calzado deportivo, zapatos alusivos a la literatura infantil y calzado que perteneció a personajes famosos del México actual. Se pueden encontrar zapatos fabricados con diferentes materiales, como lo son el trenzado de fibras naturales (palma), pieles, tela, entre otros.
En el museo se pueden encontrar todo tipo de zapatos y similares, a lo largo de las épocas y de todo el mundo. Comienza con zapatos y sandalias desde el siglo I en diferentes partes del mundo, sin embargo, la mayoría pertenecen a Egipto, Antigua Roma y China, como lo son los zapatos chinos (Gian-Lien), fabricados de seda, bordados para adornarlos, que deformaban los pies de las mujeres, hasta zapatos espaciales de Neil Armstrong utilizados en la misión Apolo 11.
Entre las piezas están algunas de las zapatillas de la Reina Isabel II. El Borceguí se divide en seis secciones. Una de ellas está dedicada a celebridades mexicanas en diferentes áreas, como deportistas, periodistas, escritores como lo son Jacobo Zabludowsky, Elena Poniatowska, Raúl Anguiano, Julio César Chávez entre otros. Otra sección reúne a sandalias típicas mexicanas de cada uno de los estados que tiene la república mexicana. También se pueden observar la colección de zapatillas por las diferentes épocas, desde el primer tacón de Luis XIV, pasando por las plataformas de los 70.
El Museo del Calzado se encuentra dividido en varias secciones, para que el visitante pueda conocer más sobre la forma en la que se ha desarrollado el calzado en la historia. Se encuentran una gran cantidad de piezas de las cuales se pueden aprender mucho sobre culturas antiguas, y sobre el México contemporáneo. De igual manera, es el único museo de su tipo a nivel nacional debido a la gran variedad de calzado con la que cuenta.

## Galería
|                                                                    |
| Zapatos chinos Gian-Lien utilizados por las mujeres en el siglo X. |

|                                            |
| Zapato folkrórico de Nepal en el siglo XX. |

|                                                             |
| Zapatos de Neil Amstrong utilizados para el vuelo Apolo 11. |

|                             |
| Zapatos medievales de metal |